# (25140) Schmedemann
(25140) Schmedemann ist ein Asteroid des Hauptasteroidengürtels zwischen den Planeten Mars und Jupiter. Er wurde nach Nico Schmedemann von der Freien Universität Berlin benannt. Entdeckt wurde der Kleinkörper an der Anderson Mesa Station am 22. September 1998 im Rahmen des Lowell Observatory Near-Earth Object Search Programms der NASA. Das Programm dient der Erfassung von potentiell gefährlichen Kleinkörpern in der Nähe der Erde.
Der Asteroid  umkreist die Sonne in 3,83 Jahren in einer Entfernung von durchschnittlich 2,44 AE mit einer Exzentrizität von ~0,2 und einer Inklination von ~5,4° gegenüber der Erdbahnebene. Aus seiner absoluten Helligkeit von 15 mag kann bei einer angenommenen geometrischen Albedo von 12 % ein mittlerer Durchmesser von ca. 4 km abgeschätzt werden. Die geringste Entfernung zwischen dem Asteroiden und der Erde auf ihren Umlaufbahnen um die Sonne beträgt etwa 0,9 AE oder 134,6 Mio. km. Der Asteroid stellt somit keine Gefahr für einen Einschlag auf der Erde dar.
Der Asteroid wurde am 12. Juli 2014 nach Nico Schmedemann von der Freien Universität Berlin benannt.